# 33. Waffen-Grenadier-Division der SS "Charlemagne"
La 33. Waffen-Grenadier-Division der SS Charlemagne (französische Nr. 1) e Charlemagne Regiment sono nomi collettivi usati per le unità francesi di volontari nella Wehrmacht e successivamente nelle Waffen-SS durante la seconda guerra mondiale.

## Storia
La divisione Charlemagne fu creata nel 1944 da un amalgama di truppe al servizio di altre unità francesi delle forze armate tedesche, così come da milizie paramilitari della Franc-Garde. La prima unità francese nell'esercito tedesco era stata la Légion des Volontaires Français (Legione dei Volontari Francesi, o LVF), anche conosciuta con la sua designazione ufficiale tedesca, Infanterieregiment 638. La LVF era costituita principalmente da francesi di ideologia nazionalsocialista e prigionieri di guerra che decisero di combattere per la Germania. La LVF combatté vicino a Mosca nel novembre 1941. Nel 1942 gli uomini furono assegnati a compiti di lotta anti-partigiana in Bielorussia. Allo stesso tempo, un'altra unità fu creata in Francia, La Légion Tricolore, ma quest'ultima fu assorbita nella LVF sei mesi dopo.
Il comandante francese della LVF, il colonnello Roger Labonne, fu sollevato dal compito alla metà del 1942 e l'unità venne frazionata in diverse divisioni tedesche fino al giugno 1943, quando il colonnello Edgard Puaud prese il comando. La LVF combatté bene sul fronte ucraino contro i sovietici. Nel giugno 1944, alcune ore prime della pianificata partenza della LVF per la Francia, fu chiamata in azione quando il Gruppo d'Armate Centrale cedette all'offensiva estiva dell'Armata Rossa. Il 25 giugno, sul fiume Bóbr, elementi della LVF sotto il maggiore Bridoux combatterono per 48 ore contro un assalto sovietico. Supportati dagli Stuka, da cinque carri armati Tigre e qualche elemento delle SS, resistettero attacco dopo attacco in quella che è generalmente vista come la più riuscita operazione della LVF. Quaranta o più carri armati sovietici furono distrutti di fronte alla posizione francese. Testimonianza dell'abilità della LVF venne da un comunicato sovietico in cui si afferma che i loro sforzi furono bloccati dal sacrificio di "due divisioni francesi".

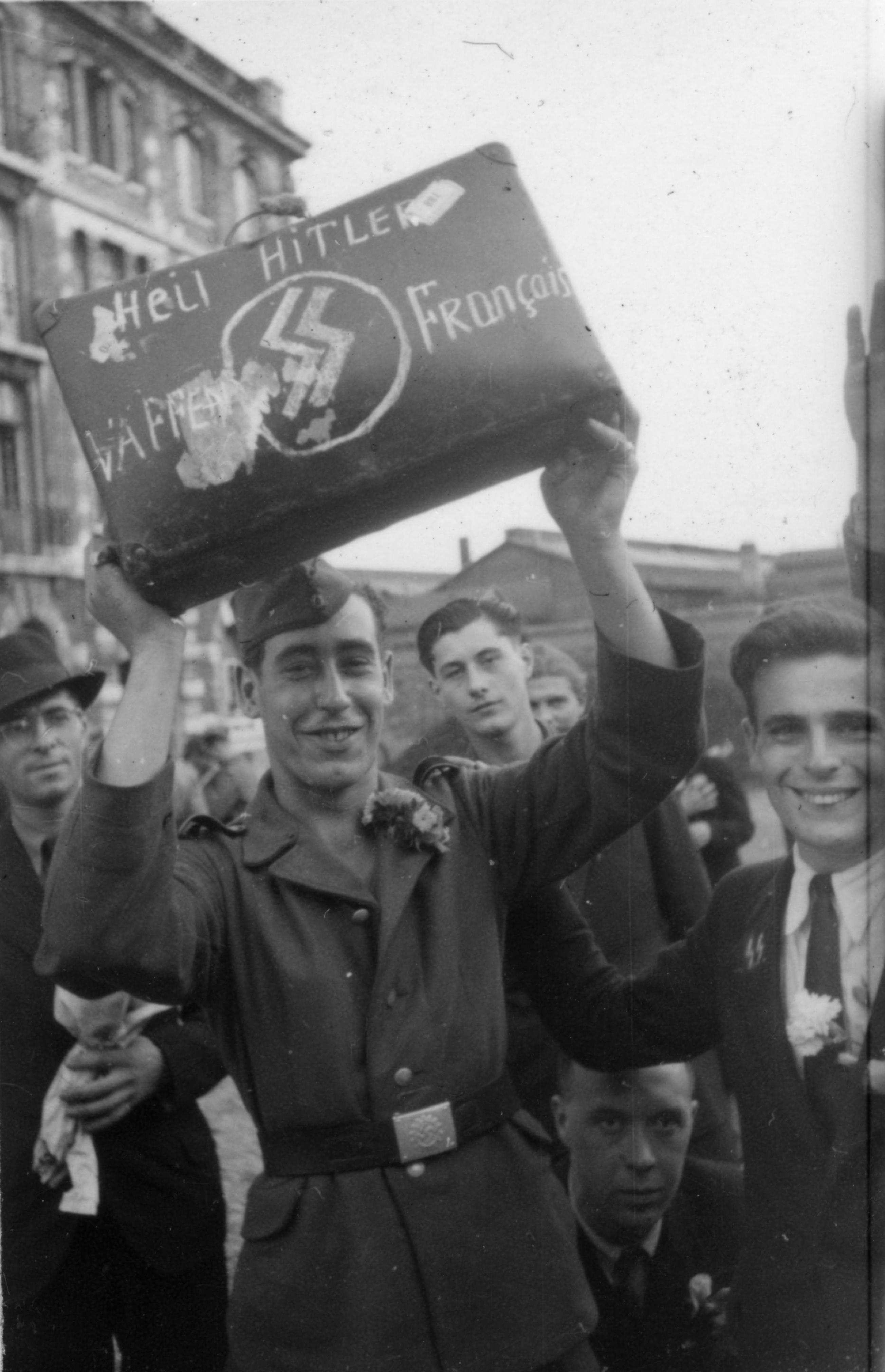
Un volontario francese

Entro un mese, una nuova campagna di reclutamento ebbe inizio nella Francia di Vichy. Essa raccolse 3 000 elementi, per la maggior parte membri di milizie collaborazionistiche e studenti universitari. Questa unità, la Französische SS-Freiwilligen-Sturmbrigade, era guidata da un ex membro della Legione straniera, l'Obersturmbannführer (grado specifico delle SS che avevano sin dalla loro creazione una diversa "nomenclatura" dei gradi ed equivaleva a dire "Comandante Maggiore delle Unità d'Assalto", pari a tenente-colonnello) Paul Marie Gamory-Dubourdeau. Fu unita alla Divisione SS Horst Wessel e inviata in Galizia a contrastare l'avanzata sovietica. Tenne tenacemente il campo, soffrendo gravi perdite.
Nel settembre 1944 una nuova unità, la Waffen-Grenadier-Brigade der SS 'Charlemagne' (französische Nr.1), conosciuta anche come la "Brigata Francese delle SS" (Französische Brigade der SS) fu creata raccogliendo i superstiti della LVF e della Sturmbrigade Francese, che erano state entrambe sciolte. Vi entrarono collaborazionisti francesi in fuga dall'avanzata degli Alleati a ovest, così come personale francese della Marina Tedesca (Kriegsmarine), il Nationalsozialistische Kraftfahrkorps (NSKK), l'Organizzazione Todt e la Milizia della Francia di Vichy. Alcune fonti asseriscono che l'unità includesse anche volontari dalle colonie francesi e dalla Svizzera. Il Brigadeführer Gustav Krukenberg prese l'effettivo comando, con Puaud (ora un SS Oberführer) come formale comandante francese.
I due principali reggimenti di fanteria erano i Waffen-Grenadier Regiment der SS 57 e 58. Veterani della Sturmbrigade costituivano il nucleo del Reggimento 57 e la LVF formava il cuore del 58. La LVF gestiva anche il battaglione d'artiglieria, il quartier generale dell'unità e la compagnia genio. La reazione della LVF al loro trasferimento nelle SS non fu entusiastica.
Agli inizi del 1945, Puaud ricevette assicurazioni da Heinrich Himmler che i suoi uomini non sarebbero stati inviati sul Fronte Occidentale, dove avrebbero potuto combattere contro altri francesi. Gli fu anche garantito che avrebbero combattuto sotto la bandiera francese e continuato a mantenere cappellani militari cattolici. Himmler promise inoltre che la Francia avrebbe riguadagnato la sua sovranità dopo la vittoria della Germania.
Nel febbraio 1945 l'unità fu ufficialmente promossa a divisione e rinominata 33.Waffen-Grenadier-Division der SS "Charlemagne". Tuttavia, questa divisione si ritrovò in forte sottonumero, con soli 7 340 uomini. La Divisione Charlemagne fu inviata a combattere l'Armata Rossa in Polonia, ma il 25 febbraio fu attaccata da truppe sovietiche del Primo Fronte Bielorusso mentre stava dispiegandosi dalla linea ferroviaria a Hammerstein (ora Czarne), in Pomerania. A opporsi ai francesi erano quattro divisioni di fanteria dell'Armata Rossa e due brigate di carri armati. Scarsamente armate, le truppe francesi non avevano ricevuto rifornimenti prima della loro partenza, e si ritrovarono inoltre con poche mappe e senza radio. Riuscirono a fermare i carri armati sovietici attraverso l'uso di Panzerfaust.
Nella notte del 3 marzo, i sopravvissuti della Charlemagne furono inviati a difendere la vicina città di Karlino con l'ordine di "resistere a tutti i costi". Alla mezza del giorno successivo, un massiccio attacco dell'Armata Rossa su Koeslin ebbe inizio da sud-ovest. I francesi combatterono disperatamente e furono capaci di tenere le loro posizioni durante la giornata. La divisione ricevette l'ordine di ritirarsi immediatamente a ovest, per evitare la cattura, e venne suddivisa in tre gruppi di battaglia. Solo quello con al comando Krukenberg sopravvisse, ritirandosi verso la costa del Mar Baltico e venendo evacuata via mare in Danimarca, per essere poi inviata a Neustrelitz per riequipaggiarsi. Quasi 4 800 uomini erano caduti, tra cui lo stesso Oberführer, Puaud.

## La difesa di Berlino
All'inizio dell'aprile 1945 Krukenberg comandava solamente 700 uomini, organizzati in un singolo reggimento di fanteria con due battaglioni (il 57 e il 58) e un battaglione pesante di supporto, ma privo di equipaggiamento. Spostò circa 400 uomini a un battaglione in creazione, mentre i 300 rimanenti furono riforniti con fucili d'assalto Sturmgewehr 44. Il 23 aprile 1945 la Cancelleria del Reich a Berlino assegnò Krukenberg e i suoi uomini alla capitale, riorganizzati come Sturmbataillon ("battaglione d'assalto") "Charlemagne". Circa 320-330 combattenti francesi arrivarono a Berlino il 24 aprile e furono assegnati alla 11. SS-Freiwilligen-Panzergrenadier-Division Nordland, con Krukenberg al comando.
Supportati da carri armati Panzer VI Tiger II e dall'11º Reggimento Panzer 'Hermann von Salza' delle SS, lo Sturmbataillon prese parte a un contrattacco nella mattina del 26 aprile a Neukölln, un distretto nella parte sud-est di Berlino.
L'avanzata sovietica su Berlino seguì uno schema di massiccio bombardamento seguito da assalti attraverso l'impiego di gruppi di battaglia di circa 80 uomini, con carri armati e artiglieria di supporto. I combattimenti furono molto duri e per il 28 aprile all'incirca 108 carri sovietici erano stati distrutti, 62 di essi dalla Charlemagne.
Il 28 aprile l'Armata Rossa diede inizio a un'offensiva su larga scala ai sobborghi di Berlino. La battaglia infuriò selvaggiamente e lo Sturmbataillon Charlemagne si ritrovò in mezzo a essa. L'Unterscharführer (Sottocomandante di Schiera, sergente) Eugene Vaulot, che aveva distrutto due carri a Neukölln, usò i Panzerfaust per fermarne altri sei non lontano dal Bunker del Führer. Fu decorato con la Croce di Ferro da Krukenberg durante una cerimonia improvvisata in una stazione della metrò, il 29 aprile. Vaulot non sopravvisse alla battaglia.
Tre altri membri della Charlemagne, di cui un francese, sono stati decorati con la Croce di Ferro, anche se abbiamo documentazioni precise solo per Vaulot e Franc (che col suo lanciagranate distrusse quattro postazioni di artiglieria, dopo aver falcidiato la fanteria sovietica.)
Successivamente, i resti dello Sturmbataillon  furono respinti dai Mercati centrali nell'area del Tiergarten, che ospitava la Cancelleria e gli edifici governativi. Qui, dopo aver preso contatto il 1º maggio con un battaglione di SS lettoni attestate nel palazzo che ospitava il Ministero dell'Aviazione, i volontari francesi combatterono la loro ultima, disperata battaglia per sottrarsi alla cattura, venendo in gran parte decimati.
Degli approssimativamente 30 elementi rimasti, molti furono catturati o fuggirono da Berlino isolatamente o in gruppo. La maggior parte di quelli che riuscirono a tornare in Francia fu arrestata e inviata in prigioni o campi degli Alleati. Ad esempio, l'Hauptsturmführer Henri Joseph Fenet (1919-2002), uno degli ultimi a ricevere la Croce di Ferro, fu condannato a 20 anni di lavori forzati e liberato nel 1959. Alcuni furono assai meno fortunati e vennero fucilati subito dopo la cattura dalle autorità francesi. Il generale Philippe Leclerc incontrò 11-12 uomini catturati della Divisione Charlemagne: il generale della Francia Libera chiese subito loro perché stessero indossando uniformi tedesche, al che uno dei prigionieri replicò chiedendo come mai il generale ne stesse indossando una statunitense (i membri di Francia Libera vestivano uniformi statunitensi modificate). Il gruppo di prigionieri francesi, accusati di collaborazionismo, fu fucilato subito dopo senza rispettare alcun tipo di procedura giudiziaria militare.

## Nominativi
Durante la sua esistenza l'unità fu conosciuta sotto svariati nomi, tra cui:
Französische Grenadier-Infantrie-Regiment 638 (Légion des Volontaires Français)

Französische SS-Freiwilligen-Sturmbrigade

Französische SS-Freiwilligen-Grenadier-Regiment'

Waffen-Grenadier-Brigade der SS Charlemagne (französische Nr.1)

33.Waffen-Grenadier-Division der SS Charlemagne (französische Nr.1)

## Teatri operativi
- Fronte Orientale, febbraio-aprile 1945
- Fronte Occidentale, aprile 1945

## Comandanti
- Waffen Oberführer der SS Edgard Puaud (febbraio 1945 - 28 febbraio 1945)
- SS-Brigadeführer Dr. Gustav Krukenberg (1º marzo 1945 - 24 aprile 1945)
- SS-Standartenführer Walter Zimmermann (24 aprile 1945 - maggio 1945)